# Edmond Derrien
Pour les articles homonymes, voir Derrien.
Edmond Louis Hyacinthe Derrien, né à Châteauneuf-du-Faou, le 2 novembre 1882 et mort à Constantine, le 20 mai 1946, est un officier de marine français.

## Biographie
Fils d'un voyageur de commerce, il entre à l'École navale en octobre 1900 et en sort aspirant de 1re classe en octobre 1903. Son premier embarquement sera le cuirassé d'escadre Jauréguiberry, en Méditerranée. En janvier 1904, il embarque sur le croiseur Sully à la division d'Extrême-Orient. Après le naufrage du Sully sur un rocher de la baie d'Along, il est de retour en métropole et embarque en juillet 1904 sur le croiseur Desaix, en Méditerranée.
Enseigne de vaisseau en octobre 1905 et officier de manœuvre, il est officier en second de l'aviso Surprise dans l'océan Indien puis, en 1908, du Goéland durant les opérations sur les côtes marocaines pendant lesquelles il est blessé en janvier 1909. Il alors affecté  aux travaux de la mission hydrographique de l'Afrique occidentale et y obtient deux témoignages de satisfaction. 
En 1911, il est officier torpilleur et énergie du croiseur cuirassé Marseillaise en escadre légère. Il embarque en 1913 comme officier en second du sous-marin Mariotte. 
Lieutenant de vaisseau en avril 1914, il est l'adjoint au commandant de la division des flottilles à Cherbourg. En 1915, il est affecté sur sa demande à la brigade de fusiliers marins des Flandres où il commande une compagnie du 2e régiment. Cité à l'ordre de l'armée en novembre 1915, il occupe les fonctions d'adjudant de la division des flottilles sur le Marceau à Brindisi. En janvier 1916, il est fait chevaler de la Légion d'honneur. 
Il participe brillamment à l'évacuation de l'armée serbe et obtient en juillet 1916 un nouveau témoignage de satisfaction. En décembre, il devient adjudant de la division du Maroc puis commande la Luronne à la division des patrouilles de Bretagne avec laquelle il escorte des convois pour l'Atlantique. 
Toujours sur le même navire, il commande après l'armistice l'escadrille de dragage de la Loire et est promu en octobre 1920, capitaine de corvette et officier instructeur sur le croiseur-école Jeanne d'Arc. 
Aide de camp du préfet maritime de Lorient en 1921, il commande l'aviso Régulus à la station de Terre-Neuve puis devient en février 1924, chef d'état-major de la 3e division légère en Méditerranée. il est nommé capitaine de frégate en juillet 1925  puis est sous-chef d'état-major à Lorient. 
En juillet 1926, il commande le torpilleur d'escadre Ouragan qui vient d'entrer en service. En février 1928, il est directeur du port de Lorient. Commandant en second de l’École navale (septembre 1928), il obtient un nouveau témoignage de satisfaction. Il est promu capitaine de vaisseau en décembre 1930. 
En 1931, il est auditeur au Centre des hautes études navales puis commandant du front de mer de Brest en août 1931. En mars 1932, il commande le torpilleur d'escadre L'Adroit et la 20e escadrille de torpilleurs dans l'escadre de l'Atlantique. En juillet, il commande le contre-torpilleur Lion et la 4e division légère. En novembre 1933, il commande le Maillé Brézé et la 6e division légère. 
En juillet 1934, il embarque sur le cuirassé Provence en tant que capitaine de pavillon de François Darlan. En août 1936, chef d'état-major de la 2e région maritime à Brest, il est promu contre-amiral en février 1937. En mai, il commande la marine au Maroc. En avril 1939, il prend le commandement de la 3e escadre légère puis en février 1940 de la Force Z, participant sur le Émile Bertin puis le Montcalm à la campagne de Norvège où il est encore cité. 
Il reprend le commandement de la 3e escadre légère sur le Milan et l'Aigle en juin 1940 en Méditerranée. Il participe au bombardement de Gênes, reçoit une nouvelle citation. Il commande la marine à Bizerte en août 1940. 
Vice-amiral en juillet 1941, il devait être versé en deuxième section des officiers généraux en novembre mais les circonstances de la Seconde Guerre mondiale le font maintenir dans ses fonctions en raison de sa haute valeur militaire. Il se trouve alors en Afrique du Nord au moment du débarquement allié et reçoit de nombreux ordres contradictoires. Refusant d'abord de faire tirer sur les alliés qui débarquent, comme cela lui est ordonné, il doit pourtant céder le 8 décembre 1942 à un ultimatum allemand en raison du retrait de l'armée allemande dans le centre de la Tunisie, n'ayant plus aucun moyen de résister. 
La justice maritime dessaisie, il est jugé par un tribunal d'armée lui reprochant d'avoir fait capturer trois sous-marins anciens désarmés de la classe Requin et trois torpilleurs légers de la classe Melpomène, sans grande valeur militaire, dans le port de Bizerte. Unité qui , en outre, ne furent jamais utilisés par l'ennemi. Si des circonstances atténuantes lui sont reconnues, il est pourtant condamné, à la réclusion à perpétuité et à la dégradation militaire le 12 mai 1944.  
Comme de nombreux officiers pétainistes, Il a été décoré de l'ordre de la Francisque.
L'amiral Derrien, détenu à la Maison-Carrée, devenu pratiquement aveugle, reçoit une suspension de peine en mai 1946. Il meurt quelques jours plus tard à l'hôpital de Constantine, le 20 mai 1946.

## Distinctions
- Chevalier de la Légion d'honneur
- Ordre de la Francisque